# 科連特河

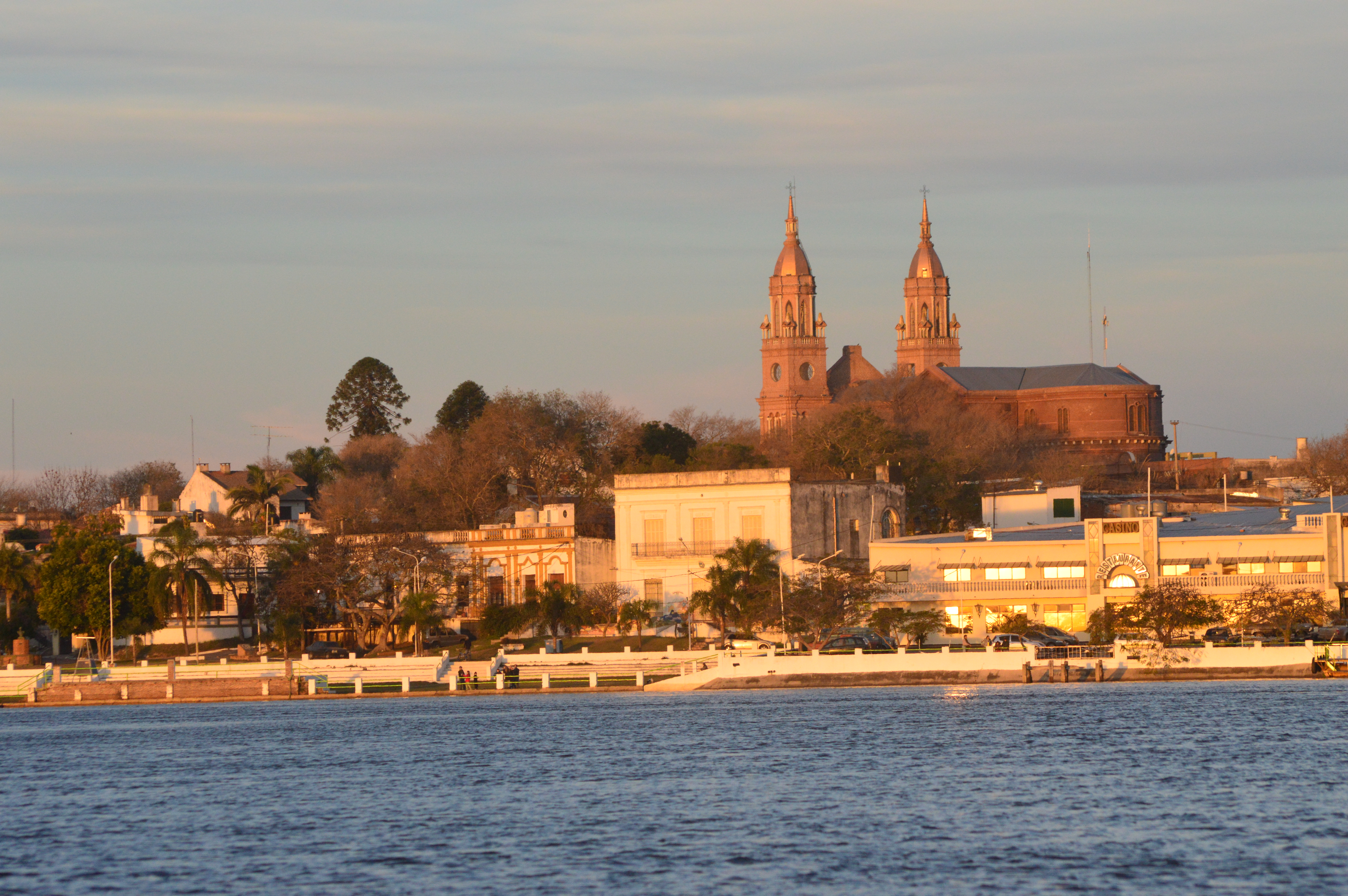
科連特河

科連特河（西班牙語：Río Corriente）是阿根廷的河流，位於美索不達米亞地區，由科連特斯省負責管轄，河道全長247公里，流域面積約13,000平方公里，最終注入伊貝拉濕地。
30°0′38″S 59°33′21″W / 30.01056°S 59.55583°W